# Formule 1 in 1950
Het Formule 1-seizoen 1950 was het eerste FIA Formula One World Championship seizoen. Het begon op 13 mei en eindigde op 3 september na zeven races. Het kampioenschap bestond uit zes Formule 1-races en de Indianapolis 500, die werd gereden onder AAA-reglementen. Emilio Giuseppe "Nino" Farina werd de eerste wereldkampioen in de Formule 1 door 30 punten te behalen. Alfa Romeo domineerde het wereldkampioenschap door alle races, op de Indianapolis 500 na, te winnen.
Naast de voornoemde zeven races werden er ook Formule 1-races gereden die niet meetelden voor het kampioenschap.

## Samenvatting seizoen
In het eerste wereldkampioenschap, dat werd gereden met een formule die motorcapaciteit begrensde tot 1.5 liter met een supercharger of 4.5 liter zonder supercharger, bleek Alfa Romeo onoverwinnelijk met hun legendarische Alfetta 158 met supercharger, door alle zes Europese races te winnen. Alfa-Romeocoureurs domineerde het kampioenschap met voorop Giuseppe Farina met een kleine voorsprong op Juan Manuel Fangio door zijn vierde plaats in de Grand Prix van België. Ondanks het feit dat de Indianapolis 500, die onder andere reglementen werd gereden, was inbegrepen in de kampioenschappen 1950 tot en met 1960, trok het zeer weinig Europese deelnemers en vice versa reden zeer weinig Amerikaanse coureurs mee tijdens Europese Grands Prix.

## Kalender
| GP nr. | Ronde | Grand Prix              | Circuit                      | Plaats                 | Datum       |
| ------ | ----- | ----------------------- | ---------------------------- | ---------------------- | ----------- |
| 1      | 1     | GP van Groot-Brittannië | Silverstone Circuit          | Silverstone            | 13 mei      |
| 2      | 2     | GP van Monaco           | Circuit de Monaco            | Monte Carlo            | 21 mei      |
| 3      | 3     | Indianapolis 500        | Indianapolis Motor Speedway  | Indianapolis (Indiana) | 30 mei      |
| 4      | 4     | GP van Zwitserland      | Stratencircuit Bremgarten    | Bern                   | 4 juni      |
| 5      | 5     | GP van België           | Circuit de Spa-Francorchamps | Stavelot               | 18 juni     |
| 6      | 6     | GP van Frankrijk        | Circuit de Reims-Gueux       | Reims                  | 2 juli      |
| 7      | 7     | GP van Italië           | Autodromo Nazionale Monza    | Monza                  | 3 september |

## Ingeschreven teams en coureurs
Er namen 14 teams (4 gesponsord door een automerk en 10 onafhankelijk) deel aan de zes Europese Grands Prix, naast een aantal privé ingeschreven auto's. Aan de Indianapolis 500 namen slechts Amerikaanse teams, constructeurs en coureurs deel. Het chassis, de motor en de wagennummers varieerden van race tot race.

De volgende teams en coureurs concurreerden in het 1950 FIA Formule 1 kampioenschap.
| Inschrijving                 | Constructeur    | Chassis     | Motor                                                        | Banden | Coureur               | Ronde       |
| ---------------------------- | --------------- | ----------- | ------------------------------------------------------------ | ------ | --------------------- | ----------- |
| Alfa Romeo SpA               | Alfa Romeo      | 158/50      | Alfa Romeo 158 1.5 L8s                                       | P      | Juan Manuel Fangio    | 1–2, 4–7    |
| Alfa Romeo SpA               | Alfa Romeo      | 158/50      | Alfa Romeo 158 1.5 L8s                                       | P      | Giuseppe Farina       | 1–2, 4–7    |
| Alfa Romeo SpA               | Alfa Romeo      | 158/50      | Alfa Romeo 158 1.5 L8s                                       | P      | Luigi Fagioli         | 1–2, 4–7    |
| Alfa Romeo SpA               | Alfa Romeo      | 158/50      | Alfa Romeo 158 1.5 L8s                                       | P      | Reg Parnell           | 1           |
| Alfa Romeo SpA               | Alfa Romeo      | 158/50      | Alfa Romeo 158 1.5 L8s                                       | P      | Consalvo Sanesi       | 7           |
| Alfa Romeo SpA               | Alfa Romeo      | 158/50      | Alfa Romeo 158 1.5 L8s                                       | P      | Piero Taruffi         | 7           |
| Scuderia Ambrosiana          | Maserati        | 4CLT/48     | Maserati 4CLT 1.5 L4s                                        | D      | David Murray          | 1, 7        |
| Scuderia Ambrosiana          | Maserati        | 4CLT/48     | Maserati 4CLT 1.5 L4s                                        | D      | David Hampshire       | 1, 6        |
| Scuderia Ambrosiana          | Maserati        | 4CLT/48     | Maserati 4CLT 1.5 L4s                                        | D      | Reg Parnell           | 6           |
| T.A.S.O. Mathieson           | ERA             | E           | ERA 1.5 L6s                                                  | D      | Leslie Johnson        | 1           |
| Peter Walker                 | ERA             | E           | ERA 1.5 L6s                                                  | D      | Peter Walker          | 1           |
| Peter Walker                 | ERA             | E           | ERA 1.5 L6s                                                  | D      | Tony Rolt             | 1           |
| Joe Fry                      | Maserati ERA    | 4CL C       | Maserati 4CLT 1.5 L4s ERA 1.5 L6s                            | D      | Joe Fry               | 1           |
| Joe Fry                      | Maserati ERA    | 4CL C       | Maserati 4CLT 1.5 L4s ERA 1.5 L6s                            | D      | Brian Shawe-Taylor    | 1           |
| Joe Fry                      | Maserati ERA    | 4CL C       | Maserati 4CLT 1.5 L4s ERA 1.5 L6s                            | D      | Cuth Harrison         | 1           |
| Bob Gerard                   | ERA             | B A         | ERA 1.5 L6s                                                  | D      | Bob Gerard            | 1–2         |
| Automobiles Talbot-Darracq   | Talbot-Lago     | T26C        | Talbot 23CV 4.5 L6                                           | D      | Yves Giraud-Cabantous | 1, 4–6      |
| Automobiles Talbot-Darracq   | Talbot-Lago     | T26C        | Talbot 23CV 4.5 L6                                           | D      | Louis Rosier          | 1, 4–6      |
| Automobiles Talbot-Darracq   | Talbot-Lago     | T26C        | Talbot 23CV 4.5 L6                                           | D      | Philippe Étancelin    | 1, 5        |
| Automobiles Talbot-Darracq   | Talbot-Lago     | T26C        | Talbot 23CV 4.5 L6                                           | D      | Eugene Martin         | 1, 4        |
| Automobiles Talbot-Darracq   | Talbot-Lago     | T26C        | Talbot 23CV 4.5 L6                                           | D      | Pierre Levegh         | 5–6         |
| Automobiles Talbot-Darracq   | Talbot-Lago     | T26C        | Talbot 23CV 4.5 L6                                           | D      | Raymond Sommer        | 6           |
| Ecurie Belge                 | Talbot-Lago     | T26C        | Talbot 23CV 4.5 L6                                           | D      | Johnny Claes          | 1–2, 4–7    |
| Officine Alfieri Maserati    | Maserati        | 4CLT/48     | Maserati 4CLT 1.5 L4s                                        | P      | Louis Chiron          | 1–2, 4, 6–7 |
| Officine Alfieri Maserati    | Maserati        | 4CLT/48     | Maserati 4CLT 1.5 L4s                                        | P      | Franco Rol            | 2, 6–7      |
| Enrico Platé                 | Maserati        | 4CLT/48     | Maserati 4CLT 1.5 L4s                                        | P      | Toulo de Graffenried  | 1–2, 4, 7   |
| Enrico Platé                 | Maserati        | 4CLT/48     | Maserati 4CLT 1.5 L4s                                        | P      | Birabongse Bhanubandh | 1–2, 4, 7   |
| Joe Kelly                    | Alta            | GP          | Alta 1.5 L4s                                                 | D      | Joe Kelly             | 1           |
| Geoffrey Crossley            | Alta            | GP          | Alta 1.5 L4s                                                 | D      | Geoffrey Crossley     | 1, 5        |
| Scuderia Achille Varzi       | Maserati        | 4CLT/48 4CL | Maserati 4CLT 1.5 L4s                                        | P      | José Froilán González | 2, 6        |
| Scuderia Achille Varzi       | Maserati        | 4CLT/48 4CL | Maserati 4CLT 1.5 L4s                                        | P      | Alfredo Piàn          | 2           |
| Scuderia Achille Varzi       | Maserati        | 4CLT/48 4CL | Maserati 4CLT 1.5 L4s                                        | P      | Nello Pagani          | 4           |
| Scuderia Achille Varzi       | Maserati        | 4CLT/48 4CL | Maserati 4CLT 1.5 L4s                                        | P      | Antonio Branca        | 4           |
| Horschell Racing Corporation | Cooper          | T12         | JAP 1.1 V2                                                   | D      | Harry Schell          | 2           |
| Equipe Gordini               | Simca-Gordini   | 15          | Gordini 15C 1.5 L4s                                          | E      | Robert Manzon         | 2, 6–7      |
| Equipe Gordini               | Simca-Gordini   | 15          | Gordini 15C 1.5 L4s                                          | E      | Maurice Trintignant   | 2, 7        |
| Philippe Étancelin           | Talbot-Lago     | T26C        | Talbot 23CV 4.5 L6                                           | D      | Philippe Étancelin    | 2, 4, 6–7   |
| Philippe Étancelin           | Talbot-Lago     | T26C        | Talbot 23CV 4.5 L6                                           | D      | Eugène Chaboud        | 6           |
| Ecurie Rosier                | Talbot-Lago     | T26C        | Talbot 23CV 4.5 L6                                           | D      | Louis Rosier          | 2, 7        |
| Ecurie Rosier                | Talbot-Lago     | T26C        | Talbot 23CV 4.5 L6                                           | D      | Henri Louveau         | 7           |
| Cuth Harrison                | ERA             | C           | ERA 1.5 L6s                                                  | D      | Cuth Harrison         | 2, 7        |
| Peter Whitehead              | Ferrari         | 125         | Ferrari 125 1.5 V12s                                         | D      | Peter Whitehead       | 2, 6–7      |
| Scuderia Ferrari             | Ferrari         | 125 275 375 | Ferrari 125 1.5 V12s Ferrari 275 3.3 V12 Ferrari 375 4.5 V12 | P      | Luigi Villoresi       | 2, 4–5      |
| Scuderia Ferrari             | Ferrari         | 125 275 375 | Ferrari 125 1.5 V12s Ferrari 275 3.3 V12 Ferrari 375 4.5 V12 | P      | Alberto Ascari        | 2, 4–5, 7   |
| Scuderia Ferrari             | Ferrari         | 125 275 375 | Ferrari 125 1.5 V12s Ferrari 275 3.3 V12 Ferrari 375 4.5 V12 | P      | Raymond Sommer        | 2, 4        |
| Scuderia Ferrari             | Ferrari         | 125 275 375 | Ferrari 125 1.5 V12s Ferrari 275 3.3 V12 Ferrari 375 4.5 V12 | P      | Dorino Serafini       | 7           |
| Scuderia Milano              | Maserati Milano | 4CLT/50 1   | Maserati 4CLT 1.5 L4s Milano 1.5 L4s Speluzzi 1.5 L4s        | P      | Felice Bonetto        | 4, 6–7      |
| Scuderia Milano              | Maserati Milano | 4CLT/50 1   | Maserati 4CLT 1.5 L4s Milano 1.5 L4s Speluzzi 1.5 L4s        | P      | Gianfranco Comotti    | 7           |
| Ecurie Bleue                 | Talbot-Lago     | T26C        | Talbot 23CV 4.5 L6                                           | D      | Harry Schell          | 4           |
| Raymond Sommer               | Talbot-Lago     | T26C        | Talbot 23CV 4.5 L6                                           | D      | Raymond Sommer        | 5, 7        |
| Ecurie Lutetia               | Talbot-Lago     | T26C        | Talbot 23CV 4.5 L6                                           | D      | Eugène Chaboud        | 5           |
| Antonio Branca               | Maserati        | 4CL         | Maserati 4CLT 1.5 L4s                                        | P      | Antonio Branca        | 5           |
| Charles Pozzi                | Talbot-Lago     | T26C        | Talbot 23CV 4.5 L6                                           | D      | Charles Pozzi         | 6           |
| Charles Pozzi                | Talbot-Lago     | T26C        | Talbot 23CV 4.5 L6                                           | D      | Louis Rosier          | 6           |
| Clemente Biondetti           | Ferrari         | 166S        | Jaguar XK 3.4 L6                                             | P      | Clemente Biondetti    | 7           |
| Paul Pietsch                 | Maserati        | 4CLT/48     | Maserati 4CLT 1.5 L4s                                        | P      | Paul Pietsch          | 7           |
| Guy Mairesse                 | Talbot-Lago     | T26C        | Talbot 23CV 4.5 L6                                           | D      | Guy Mairesse          | 7           |
| Pierre Levegh                | Talbot-Lago     | T26C        | Talbot 23CV 4.5 L6                                           | D      | Pierre Levegh         | 7           |

## Resultaten en klassement

### Grands Prix
| Ronde | Grand Prix              | Poleposition       | Snelste ronde      | Winnende coureur   | Winnende constructeur    | Banden | Verslag |
| ----- | ----------------------- | ------------------ | ------------------ | ------------------ | ------------------------ | ------ | ------- |
| 1     | GP van Groot-Brittannië | Giuseppe Farina    | Giuseppe Farina    | Giuseppe Farina    | Alfa Romeo               | P      | Verslag |
| 2     | GP van Monaco           | Juan Manuel Fangio | Juan Manuel Fangio | Juan Manuel Fangio | Alfa Romeo               | P      | Verslag |
| 3     | Indianapolis 500        | Walt Faulkner      | Johnnie Parsons    | Johnnie Parsons    | Kurtis Kraft-Offenhauser | F      | Verslag |
| 4     | GP van Zwitserland      | Juan Manuel Fangio | Giuseppe Farina    | Giuseppe Farina    | Alfa Romeo               | P      | Verslag |
| 5     | GP van België           | Giuseppe Farina    | Giuseppe Farina    | Juan Manuel Fangio | Alfa Romeo               | P      | Verslag |
| 6     | GP van Frankrijk        | Juan Manuel Fangio | Juan Manuel Fangio | Juan Manuel Fangio | Alfa Romeo               | P      | Verslag |
| 7     | GP van Italië           | Juan Manuel Fangio | Juan Manuel Fangio | Giuseppe Farina    | Alfa Romeo               | P      | Verslag |

### Puntentelling
Punten worden toegekend aan de top vijf geklasseerde coureurs, en 1 punt voor de coureur die de snelste ronde heeft gereden in de race. 
| Positie | 01e0 | 02e0 | 03e0 | 04e0 | 05e0 | 0S0 |
| Punten  | 8    | 6    | 4    | 3    | 2    | 1   |

### Klassement bij de coureurs
Slechts de beste vier van de zeven resultaten telden mee voor het kampioenschap, resultaten die tussen haakjes staan telden daarom niet mee voor het kampioenschap. Bij "Punten" staan de getelde kampioenschapspunten gevolgd door de totaal behaalde punten tussen haakjes. Punten werden verdeeld als meerdere coureurs één auto hadden gedeeld. Daarbij werd niet gekeken naar het aantal ronden dat elke coureur had gereden. 
| Pos. | Coureur               | GBR  | MON | 500  | ZWI  | BEL | FRA | ITA          | Punten  |
| ---- | --------------------- | ---- | --- | ---- | ---- | --- | --- | ------------ | ------- |
| 1    | Giuseppe Farina       | 1PS  | DNF |      | 1S   | 4PS | 7   | 1            | 30      |
| 2    | Juan Manuel Fangio    | DNF  | 1PS |      | DNFP | 1   | 1PS | DNFPS / DNF^ | 27      |
| 3    | Luigi Fagioli         | 2    | DNF |      | 2    | 2   | 2   | (3)          | 24 (28) |
| 4    | Louis Rosier          | 5    | DNF |      | 3    | 3   | 6^  | 4            | 13      |
| 5    | Alberto Ascari        |      | 2   |      | DNF  | 5   | DNS | 2^           | 11      |
| 6    | Johnnie Parsons       |      |     | 1S   |      |     |     |              | 9       |
| 7    | Bill Holland          |      |     | 2    |      |     |     |              | 6       |
| 8    | Birabongse Bhanubandh | DNF  | 5   |      | 4    |     |     | DNF          | 5       |
| 9    | Peter Whitehead       |      | DNS |      |      |     | 3   | 7            | 4       |
| 10   | Louis Chiron          | DNF  | 3   |      | 9    |     | DNF | DNF          | 4       |
| 11   | Reg Parnell           | 3    |     |      |      |     | DNF |              | 4       |
| 12   | Mauri Rose            |      |     | 3    |      |     |     |              | 4       |
| 13   | Dorino Serafini       |      |     |      |      |     |     | 2^           | 3       |
| 14   | Yves Giraud-Cabantous | 4    |     |      | DNF  | DNF | 8   |              | 3       |
| 15   | Raymond Sommer        |      | 4   |      | DNF  | DNF | DNF | DNF          | 3       |
| 16   | Robert Manzon         |      | DNF |      |      |     | 4   | DNF          | 3       |
| 17   | Cecil Green           |      |     | 4    |      |     |     |              | 3       |
| 18   | Philippe Étancelin    | 8    | DNF |      | DNF  | DNF | 5^  | 5            | 3       |
| 19   | Felice Bonetto        |      |     |      | 5    |     | DNF | DNS          | 2       |
| 20   | Eugène Chaboud        |      |     |      |      | DNF | 5^  |              | 1       |
| 21   | Joie Chitwood         |      |     | 5^   |      |     |     |              | 1       |
| 21   | Tony Bettenhausen     |      |     | 5^   |      |     |     |              | 1       |
| 23   | Toulo de Graffenried  | DNF  | DNF |      | 6    |     |     | 6            | 0       |
| 24   | Bob Gerard            | 6    | 6   |      |      |     |     |              | 0       |
| 25   | Luigi Villoresi       |      | DNF |      | DNF  | 6   | DNS |              | 0       |
| 26   | Lee Wallard           |      |     | 6    |      |     |     |              | 0       |
| 27   | Charles Pozzi         |      |     |      |      |     | 6^  |              | 0       |
| 28   | Johnny Claes          | 11   | 7   |      | 10   | 8   | DNF | DNF          | 0       |
| 29   | Cuth Harrison         | 7    | DNF |      |      |     |     | DNF          | 0       |
| 29   | Pierre Levegh         |      |     |      |      | 7   | DNF | DNF          | 0       |
| 31   | Walt Faulkner         |      |     | 7P   |      |     |     |              | 0       |
| 31   | Nello Pagani          |      |     |      | 7    |     |     |              | 0       |
| 33   | Harry Schell          |      | DNF |      | 8    |     |     |              | 0       |
| 34   | George Connor         |      |     | 8    |      |     |     |              | 0       |
| 35   | David Hampshire       | 9    |     |      |      |     | DNF |              | 0       |
| 36   | Geoffrey Crossley     | DNF  |     |      |      | 9   |     |              | 0       |
| 37   | Paul Russo            |      |     | 9    |      |     |     |              | 0       |
| 38   | Antonio Branca        |      |     |      | 11   | 10  |     |              | 0       |
| 39   | Pat Flaherty          |      |     | 10   |      |     |     |              | 0       |
| 40   | Brian Shawe-Taylor    | 10^  |     |      |      |     |     |              | 0       |
| 40   | Joe Fry               | 10^  |     |      |      |     |     |              | 0       |
| 42   | Myron Fohr            |      |     | 11   |      |     |     |              | 0       |
| 43   | Duane Carter          |      |     | 12   |      |     |     |              | 0       |
| 44   | Mack Hellings         |      |     | 13   |      |     |     |              | 0       |
| 45   | Jack McGrath          |      |     | 14   |      |     |     |              | 0       |
| 46   | Troy Ruttman          |      |     | 15   |      |     |     |              | 0       |
| 47   | Gene Hartley          |      |     | 16   |      |     |     |              | 0       |
| 48   | Jimmy Davies          |      |     | 17   |      |     |     |              | 0       |
| 49   | Johnny McDowell       |      |     | 18   |      |     |     |              | 0       |
| 50   | Walt Brown            |      |     | 19   |      |     |     |              | 0       |
| 51   | Spider Webb           |      |     | 20   |      |     |     |              | 0       |
| 52   | Jerry Hoyt            |      |     | 21   |      |     |     |              | 0       |
| 53   | Walt Ader             |      |     | 22   |      |     |     |              | 0       |
| 54   | Jackie Holmes         |      |     | 23   |      |     |     |              | 0       |
| 55   | Jim Rathmann          |      |     | 24   |      |     |     |              | 0       |
| —    | Joe Kelly             | NC   |     |      |      |     |     |              | 0       |
| —    | Franco Rol            |      | DNF |      |      |     | DNF | DNF          | 0       |
| —    | Eugene Martin         | DNF  |     |      | DNF  |     |     |              | 0       |
| —    | José Froilán González |      | DNF |      |      |     | DNF |              | 0       |
| —    | David Murray          | DNF  |     |      |      |     |     | DNF          | 0       |
| —    | Maurice Trintignant   |      | DNF |      |      |     |     | DNF          | 0       |
| —    | Leslie Johnson        | DNF  |     |      |      |     |     |              | 0       |
| —    | Peter Walker          | DNF^ |     |      |      |     |     |              | 0       |
| —    | Tony Rolt             | DNF^ |     |      |      |     |     |              | 0       |
| —    | Henry Banks           |      |     | DNF  |      |     |     |              | 0       |
| —    | Bill Schindler        |      |     | DNF  |      |     |     |              | 0       |
| —    | Bayliss Levrett       |      |     | DNF^ |      |     |     |              | 0       |
| —    | Fred Agabashian       |      |     | DNF  |      |     |     |              | 0       |
| —    | Jimmy Jackson         |      |     | DNF  |      |     |     |              | 0       |
| —    | Sam Hanks             |      |     | DNF  |      |     |     |              | 0       |
| —    | Tony Bettenhausen     |      |     | DNF  |      |     |     |              | 0       |
| —    | Dick Rathmann         |      |     | DNF  |      |     |     |              | 0       |
| —    | Duke Dinsmore         |      |     | DNF  |      |     |     |              | 0       |
| —    | Guy Mairesse          |      |     |      |      |     |     | DNF          | 0       |
| —    | Paul Pietsch          |      |     |      |      |     |     | DNF          | 0       |
| —    | Clemente Biondetti    |      |     |      |      |     |     | DNF          | 0       |
| —    | Henri Louveau         |      |     |      |      |     |     | DNF          | 0       |
| —    | Gianfranco Comotti    |      |     |      |      |     |     | DNF          | 0       |
| —    | Consalvo Sanesi       |      |     |      |      |     |     | DNF          | 0       |
| —    | Piero Taruffi         |      |     |      |      |     |     | DNF^         | 0       |
| —    | Alfredo Piàn          |      | DNS |      |      |     |     |              | 0       |
| Pos. | Coureur               | GBR  | MON | 500  | ZWI  | BEL | FRA | ITA          | Punten  |

| Resultaat                       |
| ------------------------------- |
| Winnaar                         |
| Tweede plaats                   |
| Derde plaats                    |
| Gefinisht (punten behaald)      |
| Gefinisht (geen punten behaald) |
| Niet geklasseerd (NC)           |
| Uitgevallen (DNF)               |
| Niet gekwalificeerd (DNQ)       |
| Gediskwalificeerd (DSQ)         |
| Niet gestart (DNS)              |
| Gewond (INJ)                    |
| Uitgesloten (EX)                |
| Teruggetrokken (WD)             |
| Niet deelgenomen (blanco cel)   |
| P Pole position                 |
| S Snelste ronde                 |

- ^ Positie gedeeld door meerdere rijders van dezelfde wagen.

## Resultaten niet-kampioenschapsraces
| Grand Prix                   | Circuit                      | Plaats               | Datum        | Winnaar            | Constructeur    | Verslag |
| ---------------------------- | ---------------------------- | -------------------- | ------------ | ------------------ | --------------- | ------- |
| XI Pau Grand Prix            | Circuit de Pau-Ville         | Pau                  | 10 april     | Juan Manuel Fangio | Maserati        | Verslag |
| II Richmond Trophy           | Goodwood Circuit             | Chichester           | 10 april     | Reg Parnell        | Maserati        | Verslag |
| V San Remo Grand Prix        | Circuito di Ospedaletti      | Ospedaletti          | 16 april     | Juan Manuel Fangio | Alfa Romeo      | Verslag |
| IV Grand Prix de Paris       | Autodrome de Linas-Montlhéry | Bruyères-le-Châtel   | 30 april     | Georges Grignard   | Talbot-Lago     | Verslag |
| XII British Empire Trophy    | Douglas Circuit              | Douglas              | 15 juni      | Bob Gerard         | ERA             | Verslag |
| IV Gran Premio di Bari       | Circuito del Lungomare       | Bari                 | 9 juli       | Giuseppe Farina    | Alfa Romeo      | Verslag |
| IV J.C.C. Jersey Road Race   | Saint Helier Circuit         | Saint Helier, Jersey | 13 juli      | Peter Whitehead    | Ferrari         | Verslag |
| XII Circuit de l'Albigeois   | Circuit des Planques         | Albi                 | 16 juli      | Louis Rosier       | Talbot-Lago     | Verslag |
| I Grote Prijs van Nederland  | Circuit Zandvoort            | Zandvoort            | 23 juli      | Louis Rosier       | Talbot-Lago     | Verslag |
| III Grand Prix des Nations   | Circuit des Nations          | Genève               | 30 juli      | Juan Manuel Fangio | Alfa Romeo      | Verslag |
| I Nottingham Trophy          | Gamston Circuit              | Gamston              | 7 augustus   | David Hampshire    | Italië Maserati | Verslag |
| IV Ulster Trophy             | Dundrod Circuit              | Dundrod              | 12 augustus  | Peter Whitehead    | Ferrari         | Verslag |
| XIX Coppa Acerbo             | Pescara Circuit              | Pescara              | 15 augustus  | Juan Manuel Fangio | Alfa Romeo      | Verslag |
| I Sheffield Telegraph Trophy | Gamston Circuit              | Gamston              | 19 augustus  | Cuth Harrison      | ERA             | Verslag |
| II BRDC International Trophy | Silverstone Circuit          | Silverstone          | 26 augustus  | Giuseppe Farina    | Alfa Romeo      | Verslag |
| III Goodwood Trophy          | Goodwood Circuit             | Chichester           | 30 september | Reg Parnell        | BRM             | Verslag |
| X Gran Premio de Penya Rhin  | Circuit Pedralbes            | Barcelona            | 29 oktober   | Alberto Ascari     | Ferrari         | Verslag |

1950 · 1951 · 1952 · 1953 · 1954 · 1955 · 1956 · 1957 · 1958 · 1959 · 1960 · 1961 · 1962 · 1963 · 1964 · 1965 · 1966 · 1967 · 1968 · 1969 · 1970 · 1971 · 1972 · 1973 · 1974 · 1975 · 1976 · 1977 · 1978 · 1979 · 1980 · 1981 · 1982 · 1983 · 1984 · 1985 · 1986 · 1987 · 1988 · 1989 · 1990 · 1991 · 1992 · 1993 · 1994 · 1995 · 1996 · 1997 · 1998 · 1999 · 2000 · 2001 · 2002 · 2003 · 2004 · 2005 · 2006 · 2007 · 2008 · 2009 · 2010 · 2011 · 2012 · 2013 · 2014 · 2015 · 2016 · 2017 · 2018 · 2019 · 2020 · 2021 · 2022 · 2023 · 2024 · 2025 · 2026 
 Lijst van Formule 1 Grand Prix-wedstrijden